# Barbara Schwarz (Politikerin)

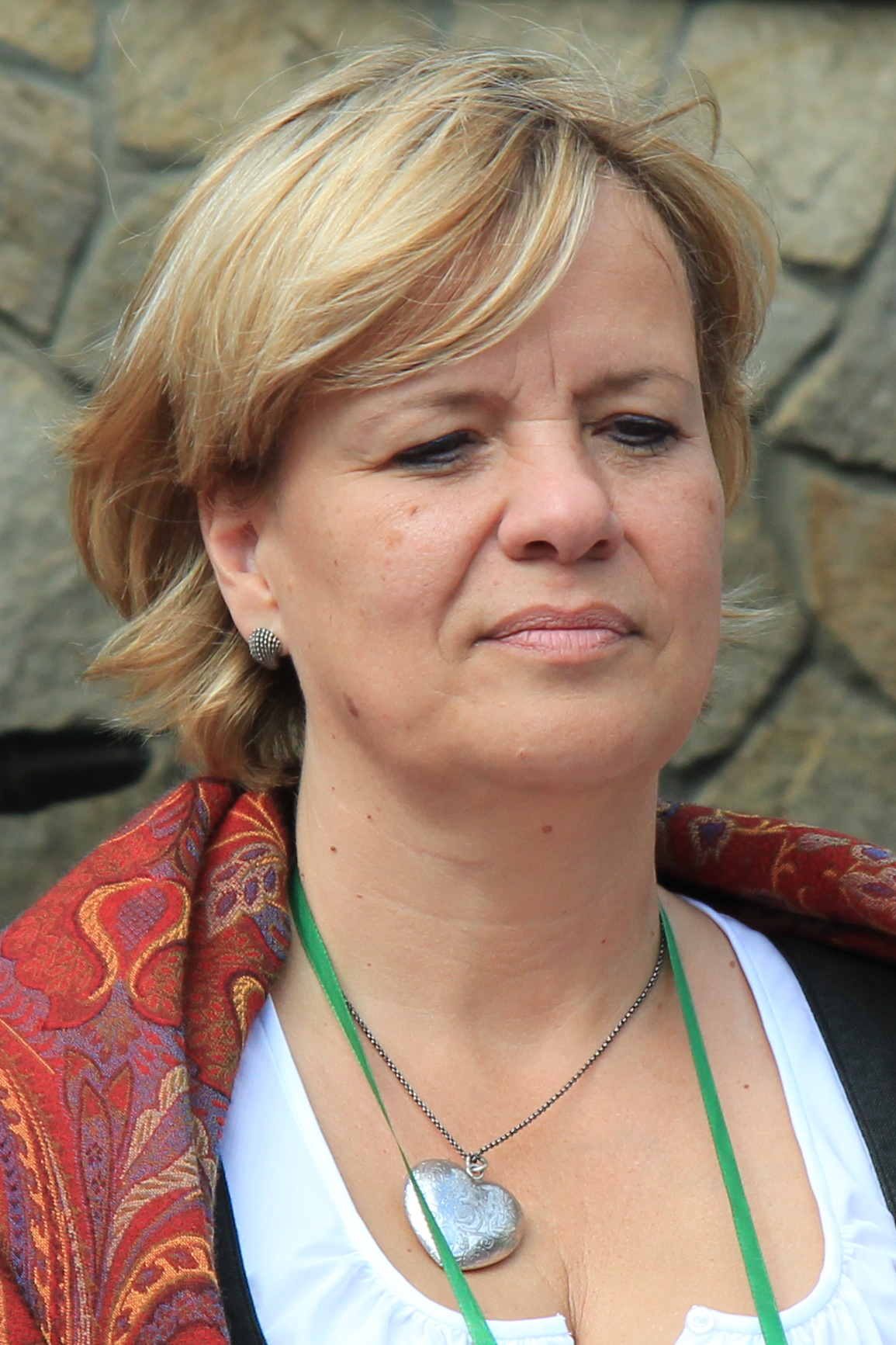
Barbara Schwarz (2014)

Barbara Schwarz (* 8. Dezember 1959 in Saalfelden am Steinernen Meer, Land Salzburg) ist eine ehemalige österreichische Politikerin (ÖVP). Von 2011 bis 2018 war sie Landesrätin in den Niederösterreichischen Landesregierungen Pröll V, Pröll VI und Mikl-Leitner I.

## Person
Nach dem Besuch der Volksschule und der AHS in Krems bis 1978 studierte Barbara Schwarz bis 1983 Betriebswirtschaft an der Wirtschaftsuniversität Wien. Im Anschluss arbeitete sie von 1984 bis 1987 bei IBM Österreich in Wien sowie ab 1995 bis 2011 bei einer überregionalen Steuerberatungs- und Wirtschaftsprüfungskanzlei. Barbara Schwarz hat zwei Töchter und lebt in Dürnstein.
Mit 2. Juli 2018 wurde sie als Nachfolgerin von Franz Delapina Geschäftsführerin der NÖ Forschungs- und Bildungsges.m.b.H. (NFB).

## Politik
Im Jahr 1995 wurde Barbara Schwarz in den Stadtrat von Dürnstein gewählt. Im Jahr 2003 übernahm sie das Amt der Vizebürgermeisterin. Von 2004 bis 2011 war sie Bürgermeisterin der Stadtgemeinde Dürnstein.
Am 28. April 2011 wurde sie als Landesrätin in die Niederösterreichische Landesregierung berufen. Zu ihren Ressorts gehörten Bildung, Soziales, Familie und Europaangelegenheiten. Nach der Landtagswahl in Niederösterreich 2018 schied Schwarz aus der Niederösterreichischen Landesregierung aus. Als Landesrätin folgte ihr Christiane Teschl-Hofmeister nach.